# Cyclura carinata
Vous lisez un « article de qualité » labellisé en 2017.
Cyclure des Îles Turques-et-Caïques
Espèce
Synonymes
- Cyclura carinata bartschi Cochran, 1931

Statut de conservation UICN

 EN  : En danger
Statut CITES
Le cyclure des Îles Turques-et-Caïques (Cyclura carinata), ou iguane terrestre des Îles Turques-et-Caïques, est une espèce de sauriens de la famille des Iguanidae, qui est endémique des îles Turks-et-Caïcos dans les Antilles. Cet iguane de couleur vert à gris brunâtre est l'un des plus petits représentants du genre Cyclura avec une longueur de 770 mm à maturité. Il présente une crête dorsale formée de longues épines. C'est un animal essentiellement herbivore qui se nourrit de feuilles, de fleurs et de fruits, qu'il cueille au sol ou en montant dans les arbres.
Cyclura carinata est un animal poïkilotherme, qui est très actif pendant la saison chaude, lors de laquelle il passe quelques minutes à se réchauffer au soleil avant d'aller s'alimenter. Il est nettement moins actif en hiver, et reste la majeure partie du temps dans son abri, sans réellement hiberner. Les mâles sont territoriaux, et défendent les femelles avec lesquelles ils s'accouplent au mois de mai. Celles-ci pondent entre deux et neuf œufs dans des terriers creusés par leurs soins, dans un substrat meuble et pas trop profond. Les œufs éclosent 90 jours plus tard, et les jeunes iguanes creusent verticalement le sol pour sortir à l'air libre.
Comme les autres espèces d'iguanes, la population de Cyclura carinata est en déclin. Ils sont notamment menacés par la prédation d'animaux introduits sur l'île comme les chats et les chiens, malgré une législation visant à les protéger et des efforts locaux pour réimplanter des populations dans des zones où elles avaient disparu.

## Anatomie et morphologie

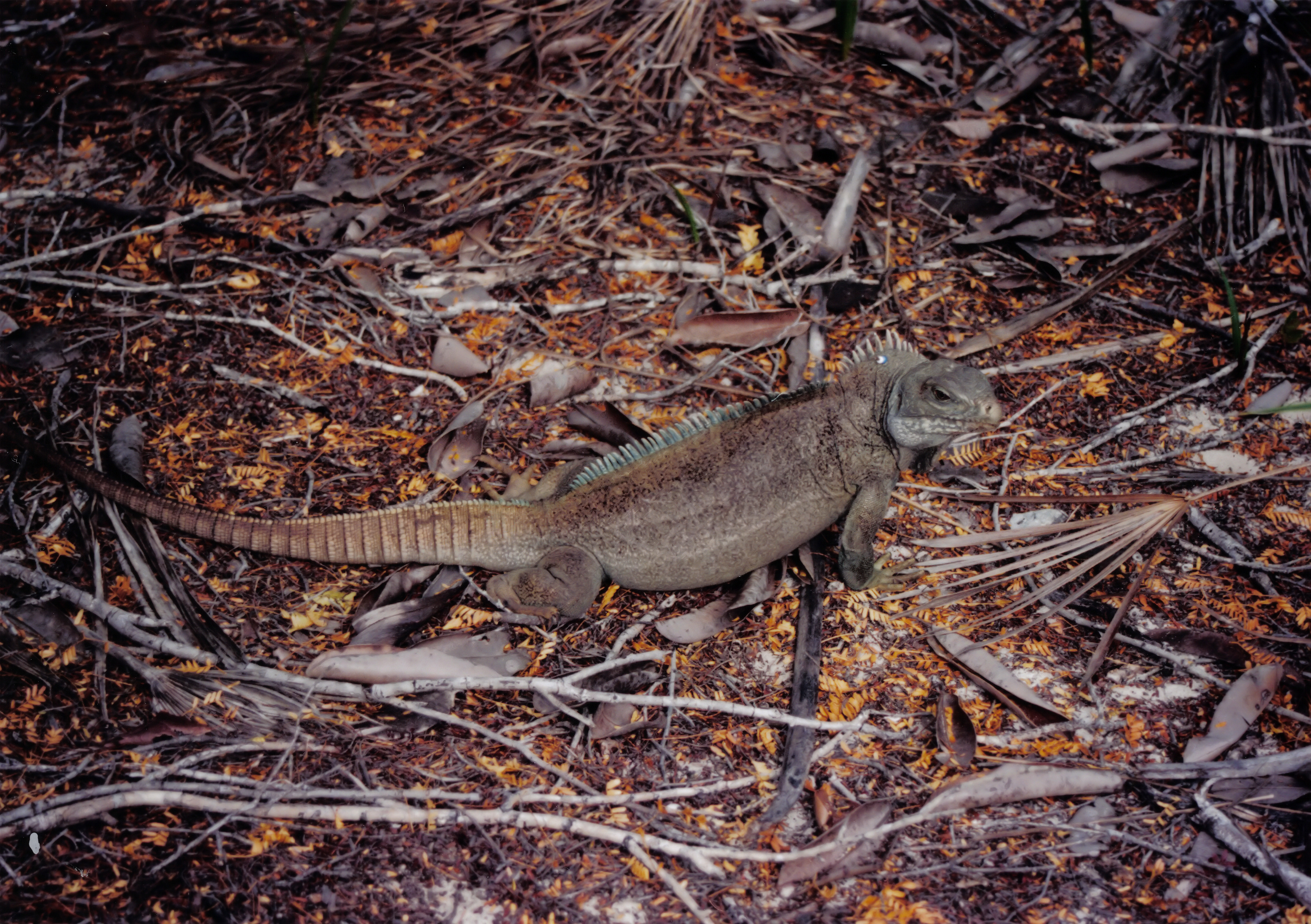
Cyclura carinata.

Mesurant moins de 770 mm de long à maturité, Cyclura carinata est l'une des plus petites espèces de Cyclura, (famille des Iguanidae). La couleur de base de ce lézard peut varier du vert au gris brunâtre, généralement marqué de motifs sombres. La coloration varie au fil de la journée, étant plus sombre la nuit ou au début et à la fin de la journée qu'en pleine journée. Il s'agit certainement d'une adaptation facilitant la thermorégulation de cet animal. Les différences de coloration peuvent également être importantes d'une population à l'autre. Les iguanes présentent également 9 ou 10 bandes plus claires qui traversent leur corps. Ces motifs sont surtout visibles chez les jeunes, et s'estompent petit à petit avec l'âge. Cet iguane possède des épines dorsales plus grandes que les autres espèces d'iguane. Ces épines s'effacent au niveau de la croupe et au-dessus des épaules. Les 16 à 20 épines de la nuque sont nettement plus grandes que les 45 à 75 épines présentes sur le reste du dos, pouvant atteindre 2 cm.
L'espèce ne présente pas de grandes écailles sur la surface supérieure de sa tête, caractéristique visible chez d'autres espèces de Cyclura. Les narines sont largement en contact avec le rostre, et les régions frontale, fronto-pariétale et occipitale sont couvertes de petites écailles irrégulières aux arêtes bien visibles. Les écailles situées autour des yeux sont plus petites que celles du reste de la tête. Cyclura carinata a une dentition hétérodonte, typique des iguanes. Les dents sont unicuspides au niveau de la symphyse et jusqu'aux prémaxillaires, puis les dents plus antérieures sont nettement tricuspides.
Cette espèce présente un dimorphisme sexuel bien marqué, plus encore que chez la plupart des autres espèces du genre Cyclura. Les mâles sont plus grands que les femelles (leur masse corporelle est en moyenne deux fois plus importante) et ont de plus grandes crêtes dorsales et des pores fémoraux plus marqués sur leurs cuisses, qui sont utilisés pour libérer des phéromones visant à attirer des partenaires et marquer leur territoire,.

## Biologie et écologie

### Comportement

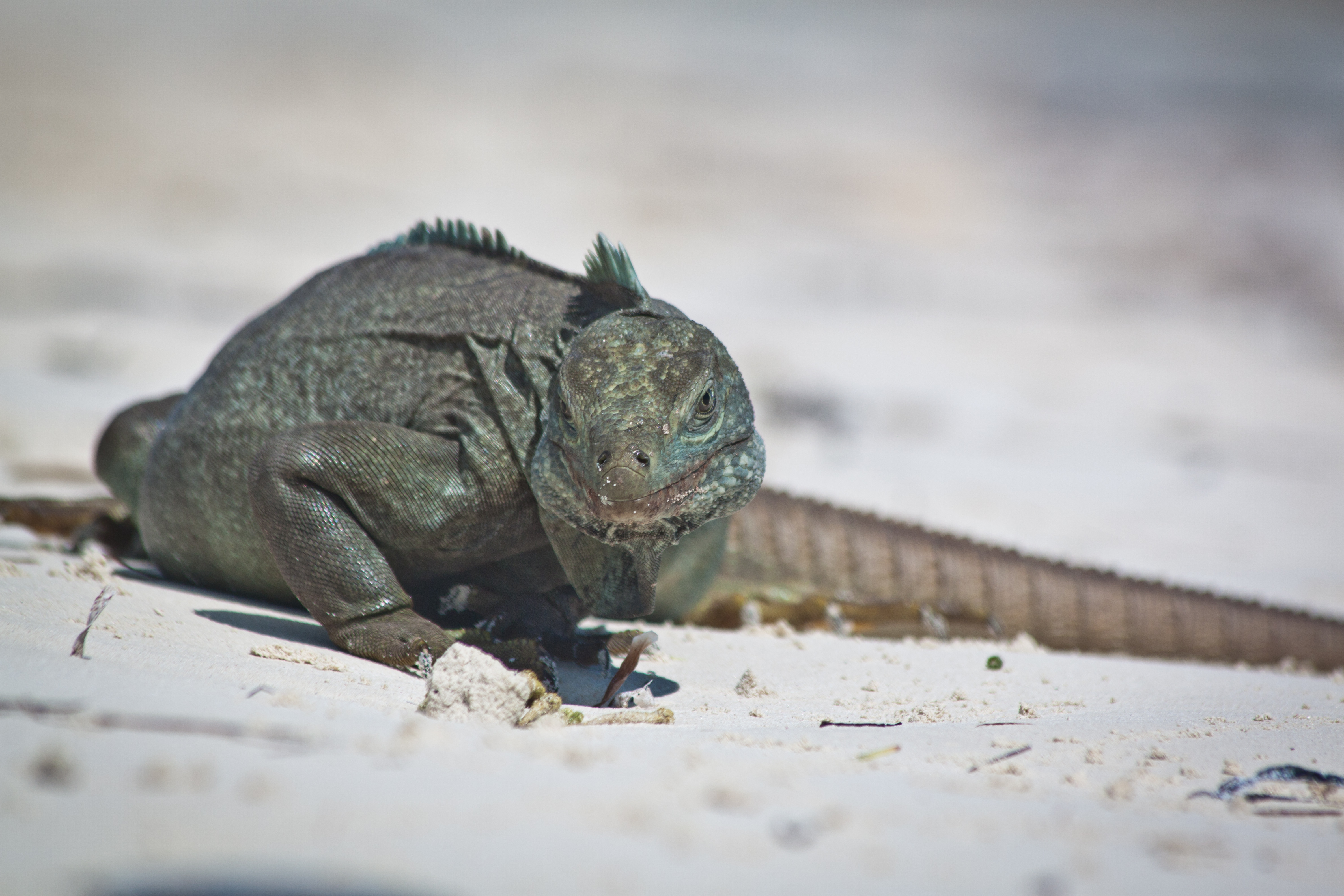
Cyclura carinata dans un parc de l'île de Providenciales, sur les Îles Turques-et-Caïques.

Cyclura carinata est un animal essentiellement terrestre, mais qui présente tout de même des mœurs arboricoles. Il grimpe dans les arbres avec une grande dextérité, et des jeunes âgés de moins de deux semaines ont déjà été observés dans des buissons à 1,5 m de haut. Les iguanes montent aux arbres à la recherche de leur nourriture, mais également pour trouver des sites pour se réchauffer et assurer leur thermorégulation. Quand ils sont dérangés, ils peuvent descendre très rapidement de ces perchoirs, en se laissant tomber de plusieurs mètres de haut parfois. Cyclura carinata utilise un territoire d'une taille variable suivant les individus et les lieux, mais qui a été estimée à entre 7 et 24 ares par une étude d'Iverson. Comme beaucoup d'autres lézards, sa queue repousse lorsqu'elle est coupée, à une vitesse variable suivant l'âge de l'animal et l'endroit où a lieu la coupure.
L'activité de cet iguane durant la saison chaude est importante le jour, à l'exception des heures les plus chaudes de la mi-journée. Pendant les mois les plus chauds il peut effectuer de nombreuses sorties, traversant l'intégralité de son territoire en une seule journée. Son activité est moins intense pendant les mois moins chauds. Durant l'hiver, Cyclura carinata n'hiberne pas complètement mais réduit fortement son activité, ne sortant que durant les heures les plus chaudes, et principalement pour réchauffer son corps au soleil à proximité de son abri. Il peut compter sur ses réserves de graisse, notamment au niveau de l'abdomen, pour survivre durant la période froide en mangeant moins. L'iguane commence son activité quotidienne en se réchauffant au soleil, durant un temps variable suivant la température, puis va s'alimenter pour le restant de la journée. Cyclura carinata dispose d'une excellente vision qui lui permet de distinguer les formes et les mouvements à de longues distances. Sa vision est toutefois mauvaise lorsque la luminosité est faible du fait de son petit nombre de cellules en bâtonnets. Il possède des cellules appelées « doubles cônes » qui lui confèrent une bonne vision des couleurs et lui permettent de voir dans le domaine ultraviolet. Cette capacité est très utile lorsque l'animal cherche à absorber suffisamment d'UVA et d'UVB à la lumière du soleil pour produire de la vitamine D.
Cyclura carinata est un animal territorial. Les mâles dominants défendent un territoire comportant une ou plusieurs femelles contre les autres mâles, ainsi que de jeunes mâles subordonnés qui n'ont pas encore acquis de territoire. Comme les autres espèces d'iguanes Cyclura, les animaux de cette espèce communiquent entre eux essentiellement par des hochements de tête. Mais chez cette espèce ils ont la particularité d'être effectués essentiellement par les femelles et les jeunes plutôt que par les mâles, et rarement avec une intention d'agressivité. En règle générale les animaux hochent ainsi la tête quand un congénère plus imposant, mâle ou femelle, s'approche. Lorsqu'il est menacé, cet iguane prend une posture agressive caractéristique, les pattes tendues, s'élevant au-dessus du sol, le corps compressé, le dos arrondi pour bien montrer la crête épineuse et la région du fanon gonflée. Les mâles qui mettent au défi un congénère pour un territoire prennent une attitude similaire, mais avec de fréquents hochements de tête et avec la queue qui balaie le sol d'un côté à l'autre.

### Alimentation

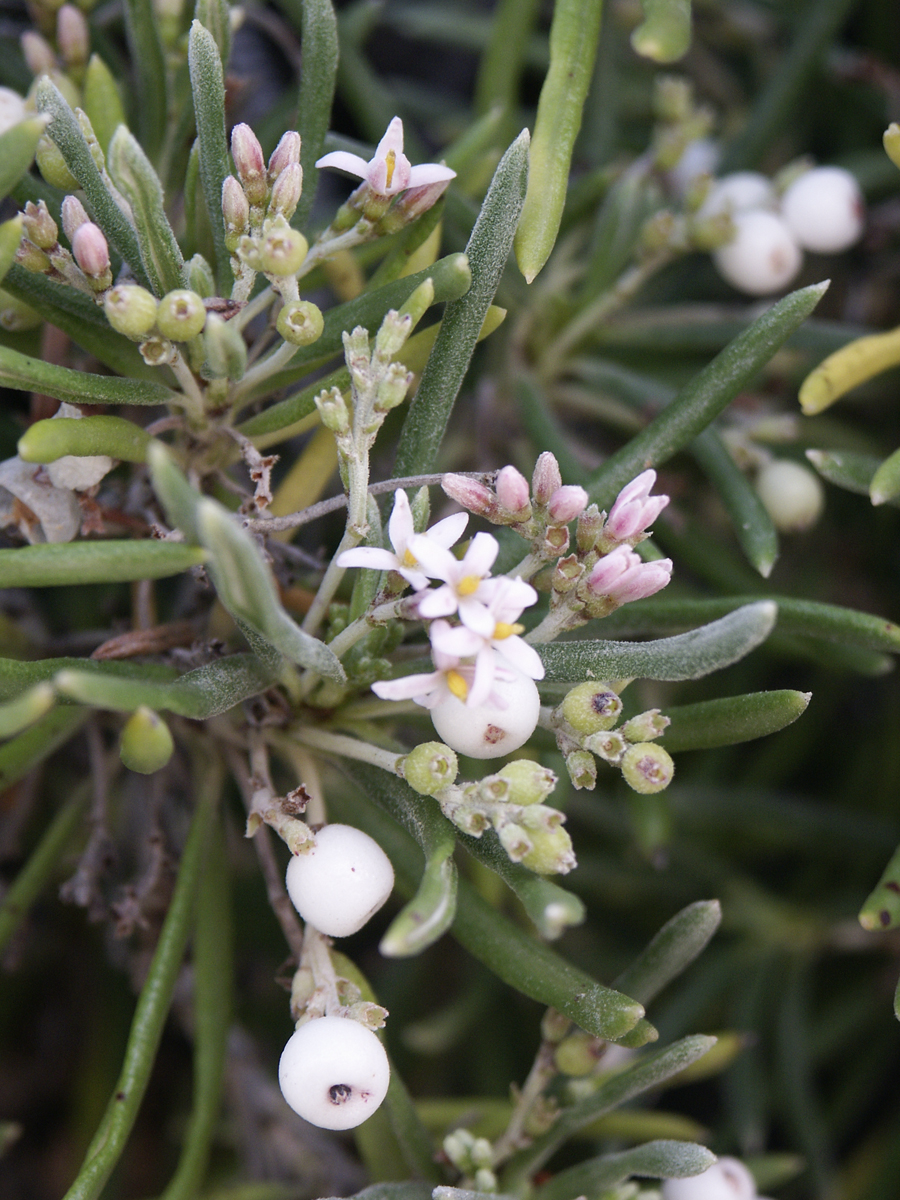
Les baies de Strumpfia constituent une importante source de nourriture, notamment pour les jeunes iguanes.

Comme toutes les espèces de Cyclura, Cyclura carinata est essentiellement herbivore, consommant des feuilles, des fleurs et des fruits de plus de 58 espèces de plantes différentes. Le régime alimentaire est variable suivant la période de l'année, car les animaux mangent surtout des feuilles en hiver et des fleurs et des fruits au printemps et en été. Il dépend également de l'âge, les jeunes mangeant plus de fruits que les adultes qui consomment surtout des feuilles. Les jeunes de l'année consomment principalement des fruits de Strumpfia, mais également d'Erithalis et d'Ernodea. Les adultes consomment également communément les fruits de Antirhea, Casasia, Coccoloba, Eugenia, Manilkara, Psidium et Thrinax. Ils sont aussi friands des feuilles de Ziziphus taylori, Guaiacum sanctum et Acacia acuifera, ainsi que des fleurs d'Ernodea. Pour digérer une alimentation très cellulosique, Cyclura carinata dispose de colonies de nématodes qui occupent une bonne partie de son cæcum. Son régime est très rarement complété par des insectes, des mollusques, des crustacés, des arachnides, des lézards, des fragments de peau et des charognes. Des analyses du contenu digestif de ces iguanes ont également révélé la présence de fragments de terre et de cailloux, sans que l'on sache si leur ingestion était intentionnelle ou accidentelle.
Les iguanes se nourrissent tous les jours, si le temps le permet. En revanche on observe qu'ils sortent plusieurs fois dans la journée en quête de nourriture pendant la période estivale, alors que l'hiver ils ne vont s'alimenter qu'une seule fois en général. On remarque que les femelles gravides réduisent leur alimentation pendant cette période, ne reprenant un comportement normal qu'après la ponte. De façon surprenante, Cyclura carinata utilise son odorat pour repérer sa nourriture, et est ainsi capable de trouver rapidement des fruits dans son environnement. Pour attraper leur nourriture, ils grimpent avec dextérité dans les arbres et les buissons, et cette espèce a été observée cueillant des fleurs et des fruits à une hauteur allant jusqu'à 5 m.
Une étude menée en 2000 par le docteur Allison Alberts au zoo de San Diego a révélé que ces animaux participent à la dissémination des graines de plusieurs plantes, et que les graines qui sont passées par leur tractus digestif germent plus rapidement que les autres,. Ces graines contenues dans les fruits consommés par les iguanes ont un réel avantage adaptatif puisqu'elles germent avant la fin de la très courte saison des pluies. Cyclura carinata représente également un très bon moyen de dissémination de ces graines, notamment lorsque les femelles migrent vers les sites de nidification et, en tant que plus grand herbivore dans leur écosystème insulaire, ils sont essentiels pour maintenir un équilibre entre le climat et la végétation.
Comme les autres lézards herbivores, Cyclura carinata doit faire face à un problème d'osmorégulation : la matière végétale contient plus de potassium et moins d'éléments nutritionnels en proportion que de la viande, et les animaux doivent donc en consommer de plus grandes quantités pour satisfaire leurs besoins métaboliques. À la différence de ceux des mammifères, les reins des reptiles ne peuvent pas concentrer leur urine pour préserver l'eau corporelle. À la place les reptiles excrètent à travers leur cloaque de l'acide urique toxique. Dans le cas de Cyclura carinata, qui consomme beaucoup de végétaux, l'excès d'ions salés est excrété via une glande à sel de la même manière que les oiseaux.

### Cycle de vie

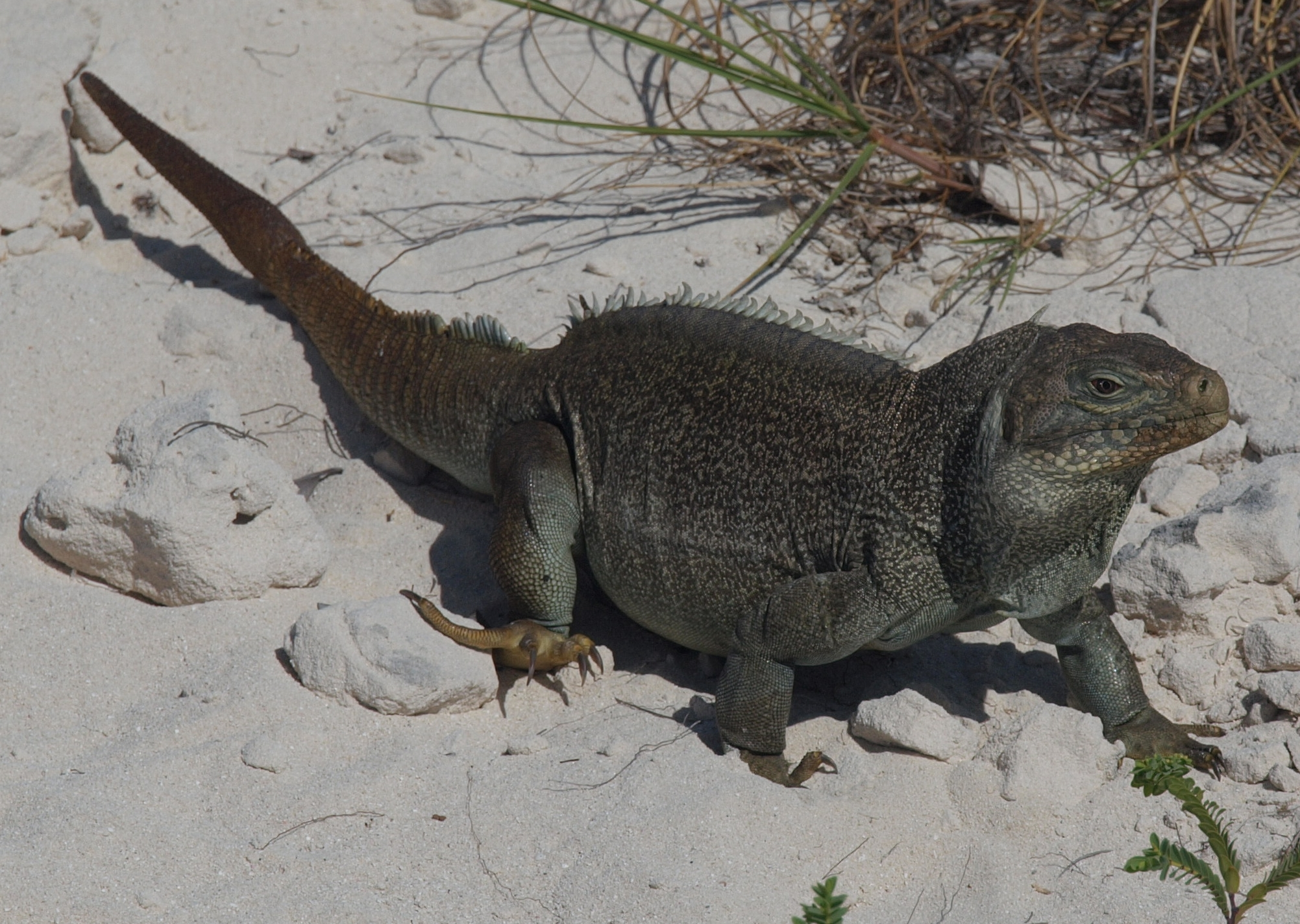
Cyclura carinata femelle.

Les mâles adultes sont sexuellement matures lorsqu'ils atteignent une taille de 220 mm du museau à la base de la queue, et un poids généralement compris entre 375 et 475 g. Cela arrive généralement à l'âge de 7 ans. Chez les femelles, la maturité est atteinte à une taille de 180 à 200 mm du museau à la base de la queue pour un poids de 200 à 300 g, caractéristiques atteintes vers l'âge de 6 ans. Les mâles sont territoriaux, défendant toute l’année une zone leur donnant accès à de la nourriture et des femelles. Les femelles ne deviennent territoriales que lorsqu’elles défendent leur site de nidification, au moment de la ponte des œufs et pendant plusieurs semaines.
Les mâles commencent à montrer de l'intérêt pour les femelles au mois d'avril, et on peut les observer en train de les suivre au sol, mais sans réellement faire de parade nuptiale. Les femelles, en réponse, hochent la tête puis s'éloignent de quelques mètres avant de s'arrêter et hocher à nouveau la tête. Ce scénario peut se répéter jusqu'à 12 fois, et cette période de pré-parade nuptiale semble témoigner de la préoccupation des mâles de rester en contact avec les femelles avant la période nuptiale, à moins qu'elle n'ait un rôle également pour induire la réceptivité des femelles, mais cela n'est pas vérifié chez cette espèce. Les mâles montrent ainsi de plus en plus d'intérêt pour les femelles jusqu'à ce que celles-ci deviennent réceptives, au mois de mai. Au moment de l'accouplement, le mâle approche lentement la femelle, le corps près du sol, tandis que celle-ci hoche la tête à la vue du mâle. Une fois à proximité immédiate de la femelle, le mâle tourne la tête pour inspecter ses hanches, et hoche très rapidement la tête verticalement plusieurs fois avec une très faible amplitude, dans une sorte de « vibration » propre à la parade nuptiale de divers iguanes. La femelle peut alors refuser les avances du mâle en prenant une posture caractéristique, les pattes dressées, le corps gonflé, le dos arqué et la queue sur le sol, ou simplement en fuyant. Le mâle chevauche ensuite la femelle, et lui saisit le cou avec la gueule, puis il glisse sa queue sous celle de la femelle pour aligner les cloaques et procéder à la copulation. Celle-ci dure 40 à 76 secondes, puis les animaux se séparent. La copulation précède directement l'ovulation, et la ponte se déroule un mois plus tard. Cyclura carinata est une espèce généralement monogame, une femelle s'accouplant une seule fois chaque année, et vraisemblablement avec le même mâle d'une année sur l'autre. Par contre les mâles sont parfois polygames, s'accouplant avec plusieurs femelles.
La femelle ne niche pas toujours dans le territoire du mâle avec lequel elle s'est accouplée. Il faut surtout que les conditions pour faire un bon nid soient regroupées, ce qui est parfois difficile étant donné que les sols adaptés pour creuser un terrier sont rares, et que la densité d'iguanes peut être importante sur certaines îles. Le nid doit être creusé dans une zone au sol meuble suffisamment profond, entre la côte et les zones rocheuses à l'intérieur des terres. La disponibilité en sites convenables pour la nidification est certainement une limite au développement des populations. Une fois le terrier creusé, la femelle y pond de deux à neuf œufs en juin, généralement le matin. Elle obture ensuite la chambre contenant les œufs, en faisant une poche d'air aux conditions d'humidité particulières, qui pourraient faciliter la respiration des œufs. Alors qu'elles ne présentent aucun signe de territorialité le reste de l'année, les femelles se montrent à ce moment-là agressives, et défendent leurs terriers contre tout agresseur. Lorsqu'un congénère approche, elles prennent une posture d'intimidation, hochent la tête en ouvrant grand la gueule, et se jettent en avant.
Les œufs fraîchement pondus mesurent 46-58 mm × 28,5-33,5 mm et pèsent en moyenne 25,9 g (entre 19 et 29,9). La coquille est alors relativement fine et translucide, et on peut voir à l'intérieur un embryon de 1,5 à 2 cm de diamètre. Rapidement la coquille s'épaissit et prend une couleur blanche immaculée. Au fur et à mesure de l'incubation, les œufs grossissent en diamètre et en poids, pouvant atteindre 46 g juste avant l'éclosion. Ils éclosent en septembre après une période d'incubation de 90 jours. Les jeunes juste éclos mesurent généralement entre 76 et 83 mm, avec une queue de 108 à 121 mm de long. Ils sont semblables aux adultes, mais avec une queue proportionnellement plus longue, une tête proportionnellement plus large, et des rayures plus marquées sur les flancs. Une fois éclos, les petits doivent s'extraire de la chambre d'incubation, ce qu'ils font en creusant verticalement jusqu'à atteindre l'air libre. C'est pourquoi le substrat choisi pour faire le nid est primordial pour la réussite de la couvée, un substrat trop dur empêchant la sortie des petits, et cela explique également le fait que les terriers creusés par les femelles soient peu profonds. La période de nidification correspond pour cette espèce à la saison des pluies. De cette manière, les risques de dessiccation des œufs sont limités, et les jeunes ont toutes les chances de trouver de la nourriture en abondance, notamment des fruits.
Cyclura carinata semble pouvoir atteindre couramment l'âge d'au moins 15 ans, certains individus pouvant atteindre 20 ans, voire dans des cas très rares jusqu'à 25 ans.

### Relations interspécifiques
De par sa taille, l'adulte n'a pas de prédateur naturel dans son aire de répartition, à part éventuellement quelques oiseaux qui peuvent à de rares occasions s'en prendre à lui. Le jeune est plus sujet aux attaques. Bien que l'on n'ait pas forcément recensé d'attaques, on peut imaginer qu'en plus des oiseaux, les jeunes iguanes peuvent être victimes des crabes ou du boa Chilabothrus chrysogaster. Mais les plus grandes menaces pour ces animaux sont les chats et les chiens importés sur l'île par l'Homme. Les chiens tuent des animaux jeunes comme adultes, sans forcément les consommer ensuite. Les chats par contre font de l'iguane un mets apprécié, qu'ils chassent en entrant dans leurs nids ou en les attendant juste à la sortie du terrier. Ils peuvent attaquer des iguanes mesurant jusqu'à 230 mm. L'homme consomme également des iguanes, occasionnant donc quelques pertes. Lorsqu'il est menacé, Cyclura carinata se rue vers son terrier, ou se cache dans les buissons dans les zones à la végétation plus dense. Lorsqu'il est acculé, il prend sa posture de menace, et peut utiliser sa queue pour se défendre.
Quatre espèces de nématodes ont été retrouvées dans le tractus digestif de Cyclura carinata : Cyrtosomum mega, Travassozolaimus travassori, Macracis microtyphlon et Mamillomacracis cyclurae. Leur présence en très grand nombre chez la quasi-totalité des iguanes étudiés confirme la théorie suivant laquelle ces nématodes ne sont pas uniquement des parasites mais jouent un rôle dans la digestion de l'alimentation très cellulosique des iguanes.

## Habitat et distribution

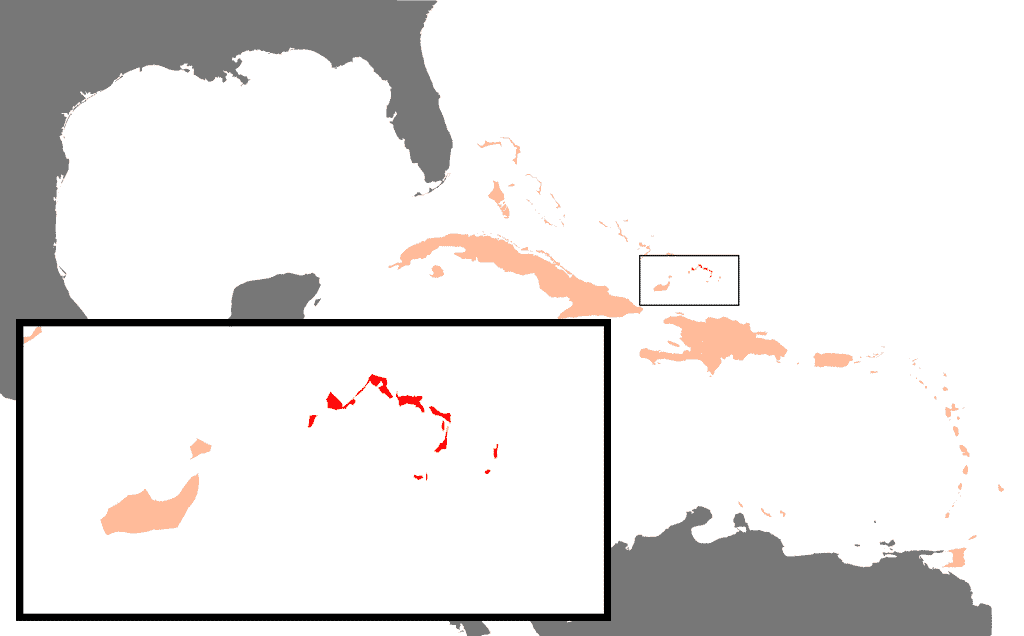
Localisation des Îles Turques-et-Caïques.

Cyclura carinata est une espèce endémique des Îles Turques-et-Caïques, un ensemble de petites îles situées dans le sud-est de l'archipel des Bahamas. On la rencontre sur entre 50 et 60 îles parmi les plus de 200 qui composent cet archipel. C'est en tout environ 30 000 iguanes adultes qui vivent dans l'archipel, formant ainsi 50 à 60 sous-populations insulaires plus ou moins denses. Le territoire sur lequel on retrouve cet iguane ne représente que 13 km2 sur les 500 km2 de l'archipel, et il est principalement représenté sur trois grandes cayes : Big Ambergis, Little Ambergris et East Bay. Big Ambergis compte pas moins de 10 000 iguanes sur ses 4,3 km2; or, il s'agit d'une île privée où les activités humaines se développent. Autrement, les densités de population sont très variables. Les îles qui ne comportent pas de prédateurs comptent parfois jusqu'à 30 iguanes par hectare, tandis que ces animaux sont rares ou quasiment disparus sur les îles où vivent des mammifères prédateurs. Aux Bahamas, on ne trouve cette espèce qu'à Booby Cay, à 0,5 km au large de l'île de Mayaguana. Sur cette île, la population d'iguanes, qui était importante en 1977 et 1988, n'est plus que d'environ 750 animaux.
Cyclura carinata vit dans les petites cayes, mais son aire de répartition a été réduite à seulement 5 % de son aire initiale, notamment du fait de l'introduction de prédateurs,. Il vit dans les zones rocheuses et les habitats de sable, ce dernier élément étant nécessaire pour la nidification. C’est un animal diurne qui passe la nuit dans des terriers qu’il a généralement creusés lui-même, ou dans des retraites naturelles, dans ou sous les rochers. Le terrier a une importance capitale pour cette espèce, et les animaux semblent connaître l'emplacement de tous les terriers de leur territoire, mais également ceux des territoires voisins. Ils peuvent ainsi rapidement trouver un abri en cas de danger. S'il peut arriver que des animaux des deux sexes partagent le même terrier, ce n'est jamais le cas pour deux mâles adultes très territoriaux. Le terrier creusé par les mâles est généralement plus profond et plus long que celui creusé par les femelles, du fait de leur plus grande taille mais certainement aussi du fait que les terriers peu profonds sont mieux adaptés à une bonne incubation. Les animaux nettoient régulièrement leur terrier en en extirpant le sable, les feuilles et autres débris s'y accumulant.

## Taxinomie
Cyclura carinata a été décrite pour la première fois par le zoologiste américain Richard Harlan dans Fauna Americana en 1825. Le nom du genre Cyclura, dont le nom vient de l'ancien grec κύκλος / cyclos signifiant « circulaire » et οὐρά / ourá signifiant « queue », fait allusion aux larges anneaux bien visibles sur la queue de tous les représentants de ce genre. Son épithète spécifique carinata signifie « carénée » et se réfère aux écailles de l'animal. L'espèce est endémique sur les îles dans lesquelles on l'a retrouvée. Les animaux de Booby Cay étaient pendant un temps classés comme une sous-espèce à part, Cyclura carinata bartschi,, mais elle a été placée en synonymie par Bryan et al. en 2007. Les données morphologiques et génétiques indiquent que le plus proche parent vivant de C. carinata est C. ricordi que l’on rencontre sur Hispaniola, malgré sa taille plus imposante. C. rileyi, qui vit sur San Salvador dans les Bahamas, semble également très proche, et elle partage avec cette espèce une petite taille, de longues épines dorsales et l'absence de larges plaques frontales sur la tête.

## Sauvegarde

### Menaces
Comme la plupart des espèces de son genre, Cyclura carinata est en déclin. Dans le cas de cette espèce, cela s’explique principalement par sa petite taille qui la rend vulnérable aux prédateurs introduits tels que les chiens et les chats,. Dans les années 1970 une population de 15 000 iguanes a été complètement détruite en 5 ans par une poignée de chiens et de chats amenée à Pine Cay par les travailleurs de l'hôtel. La concurrence pour le pâturage avec le bétail domestique et sauvage est un facteur secondaire de cette mauvaise dynamique,. Ainsi, une étude de 1995 fait état de la disparition de 13 sous-populations durant les 20 années précédentes. Par ailleurs, environ 30 % de la population actuelle vit sur une île privée, ce qui rend sa sauvegarde incertaine. Toutes ces raisons justifient que l'UICN classe cette espèce comme en danger critique d'extinction.

### Les mesures de conservation

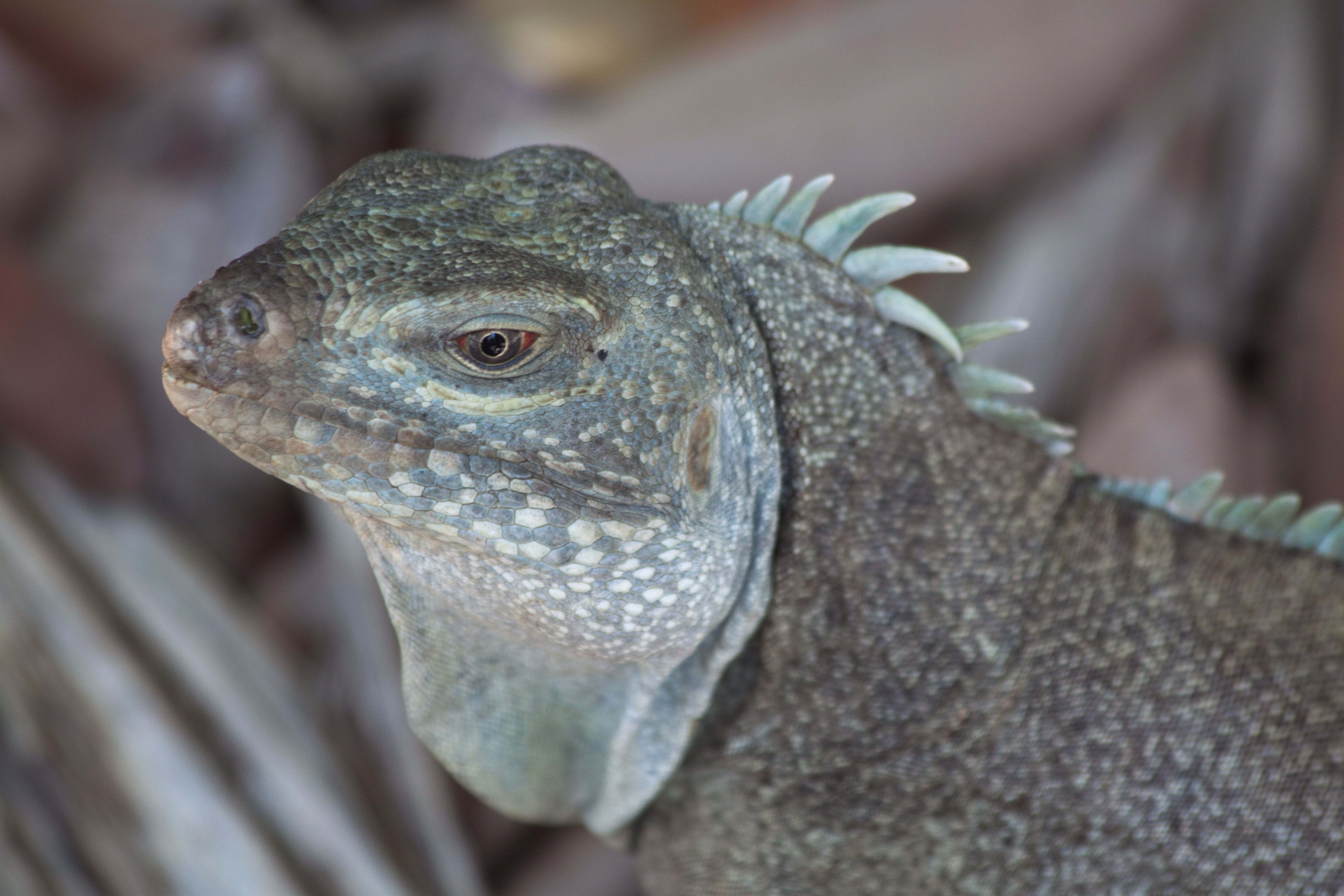
Cyclura carinata.

Bien que Little Water Cay abrite plus de 2 000 animaux, Cyclura carinata a été anéanti des autres cayes de son ancienne aire de répartition,. Little Water Cay est maintenant une réserve naturelle, et ni les chiens ni les chats ne sont autorisés sur l'île, afin d’assurer la survie de cette espèce en danger critique d'extinction.
En 2000, des scientifiques de la division de la Conservation et de la recherche pour les espèces menacées d'extinction (CRES) du zoo de San Diego, sous la direction du Conservation Research Fellow Glenn Gerber, a transféré 218 iguanes de Big Ambergris et Little Water Cay, où leurs populations étaient menacées, vers quatre îlots inhabités au sein de zones protégées des Îles Turques-et-Caïques comme Long Cay, après éradication des chats sur cette île,,. À ce jour, ces iguanes ont connu un taux de survie de 98 % ; ils se sont adaptés aux nouvelles conditions et même reproduits avec succès l'année suivante,. Les jeunes résultant de la reproduction des animaux transférés en 2002 dépassent la taille de leurs homologues sur les cayes, dont leurs ancêtres sont originaires, de près de 400 %. Ces résultats sont particulièrement encourageants dans l'optique de la reconduction future d'opérations de ce genre.
La législation visant à protéger les iguanes a été rédigée par le gouvernement des Îles Turques-et-Caïques en 2003. En outre, le National Trust des Îles Turques-et-Caïques dispose de l'intendance de Little Water Cay et doit s’assurer que ce site est correctement géré. Il a par ailleurs lancé un programme pour que soient éradiqués les chats sauvages à Pine Cay et Water Cay. À Booby Cay, la sous-population est protégée au même titre que les autres iguanes des Bahamas sous l'égide du Wild Animal Protection Act de 1968. Cette île, qui est aussi un refuge et un site de nidification pour de nombreux oiseaux de mer, a été proposée pour devenir une aire protégée. Par ailleurs, l'éradication des chèvres, qui constituent la principale menace pour les iguanes car elles détruisent la végétation endémique dont ceux-ci se nourrissent, y est planifiée.